# Can Sants (Maià de Montcal)
Can Sants és una masia situada al municipi de Maià de Montcal, a la comarca catalana de la Garrotxa. Es troba a l'oest del nucli urbà.